# Loose Ends
Loose Ends sedmi je studijski album američkog glazbenika Jimia Hendrixa, postumno ga je objavila izdavačka kuća Polydor u veljači 1974. godine. 

## O albumu
Loose Ends četvrti je studijski album objavljen nakon Hendrixove smrti i posljednji kojeg je objavio njegov menadžerski tim Mike Jeffrey / Eddie Kramer. Materijal na albumu sadrži razne cover pjesme i improvizacije, osim "The Stars That Play with Laughing Sam's Dice" koja je u potpunosti Hendrixovo autorsko djelo. Produkciju i miks radili su Eddie Kramer i John Jansen, a kao pomoćni tehničari pojavljuju se Dave Palmer, Kim King, Gary Kellgren, Jack Adams, Tom Flye i Jim Robinson.
John Jansen zahtijevao je da se njegovo ime ne nalazi na popisu osoba koje su sudjelovale na snimanju albuma nego se na omotu albuma pseudonimom koristi kao Alex Trevor.
Izdavačka kuća Warner Bros. odbila je objaviti album u Sjedinjenim Državama i Kanadi radi jednoličnog materijala. Albumi objavljeni u Velikoj Britaniji, Francuskoj i Japanu imali su različite omote. Album je 1983. godine nanovo objavljen u prepakiranom izdanju pod nazivom The Jimi Hendrix Album. 

## Popis pjesama
| 1. | »Come Down Hard on Me Baby«                    |              | 2:59 |
| 2. | »Blue Suede Shoes«                             | Carl Perkins | 3:58 |
| 3. | »Jam 292«                                      |              | 3:49 |
| 4. | »The Stars That Play with Laughing Sam's Dice« |              | 4:20 |
| 5. | »Drifter's Escape«                             | Bob Dylan    | 3:02 |

| 1. | »Burning Desire«               |              | 9:30 |
| 2. | »Born a Hootchie Kootchie Man« | Willie Dixon | 5:59 |
| 3. | »Electric Ladyland«            |              | 1:32 |

## Izvođači
- Jimi Hendrix – električna gitara, vokal
- Billy Cox – bas-gitara, prateći vokal u skladbi B1
- Mitch Mitchell – bubnjevi u skladbama A1, A3, A4 i A5
- Buddy Miles – bubnjevi u skladbama A2, B1, B2 B3, prateći vokal u skladbama B1 i B2
- Sharon Layne – glasovir u skladbi A3
- Noel Redding – bas-gitara u skladbi A4

## Detalji o snimljenom materijalu
- Skladba A1 snimljena je i Electric Lady studiju u New York Cityu, New York, 15. srpnja 1970.
- Skladba A2 snimljena je u Record Plant studiju u New York Cityu, New York, 23. siječnja 1970.
- Skladba A3 snimljena je u Record Plant studiju, 14. svibnja 1969.
- Skladba A4 snimljena je u Mayfair studiu, New York City, New York, 18. i 29. srpnja 1967.
- Skladba 5 snimljena je u Electric Lady studiju, 17. lipnja 1970.
- Skladbe B1 i B2 snimljene su u Record Plant studiju između 15. prosinca 1969. i 23. siječnja 1970.
- between B3 snimljena je u Record Plant studiju, 14. lipnja 1968.

## Vanjske poveznice
- Discogs.com - Recenzija albuma